# Belgique dans la guerre franco-prussienne

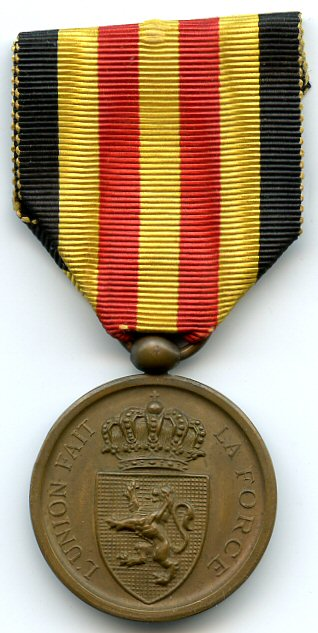
Médaille commémorative décernée aux belges mobilisés durant la "crise" de 1870-1871

Les Belges ne participèrent pas en tant que belligérant à la guerre franco-prussienne de 1870-1871, mais la société et la vie politique belges furent fortement affectées, en particulier par la crainte d'une invasion de chacun des belligérants. Cette peur amena une réforme du service militaire et de la conscription et à un programme de fortification qui influença grandement les premiers jours de la Première Guerre mondiale.

## Panique initiale et mobilisation
Il était largement admis que dans le cas d'une guerre entre la France et la Prusse, une attaque à travers la Belgique par l'un ou l'autre, en serait le premier acte.
En effet, au tout début de la guerre, le maréchal français Canrobert positionna un corps d'armée entier (composé de quatre divisions d'infanterie) à Châlons-sur-Marne dans le nord-est de la France comme réserve et défense contre une éventuelle avancée prussienne en Belgique.
Donc, quand la déclaration de guerre fut reçue, le gouvernement belge craignit d'être pris de court. Les réserves d'or de la Banque nationale furent transférées dans la forteresse d'Anvers avant même que la nouvelle soit publique et que l'armée soit mobilisée.
Quand l'information fut diffusée, ce fut la panique : beaucoup de responsables militaires craignaient que, dans les manœuvres, aussi bien les Français que les Prussiens, voulant profiter d'un avantage stratégique lors de combats le long de la Belgique, ne dépassent la frontière belge et que l'armée belge soit incapable de les repousser. En fait, des batailles importantes eurent lieu à proximité immédiate du territoire belge comme la bataille de Sedan, mais la Belgique ne fut jamais attaquée ni envahie.
Il est probable que les deux parties ont évité une attaque via la Belgique, à cause de la neutralité du territoire garantie par le Royaume-Uni depuis le traité de Londres de 1839.

## Conséquences

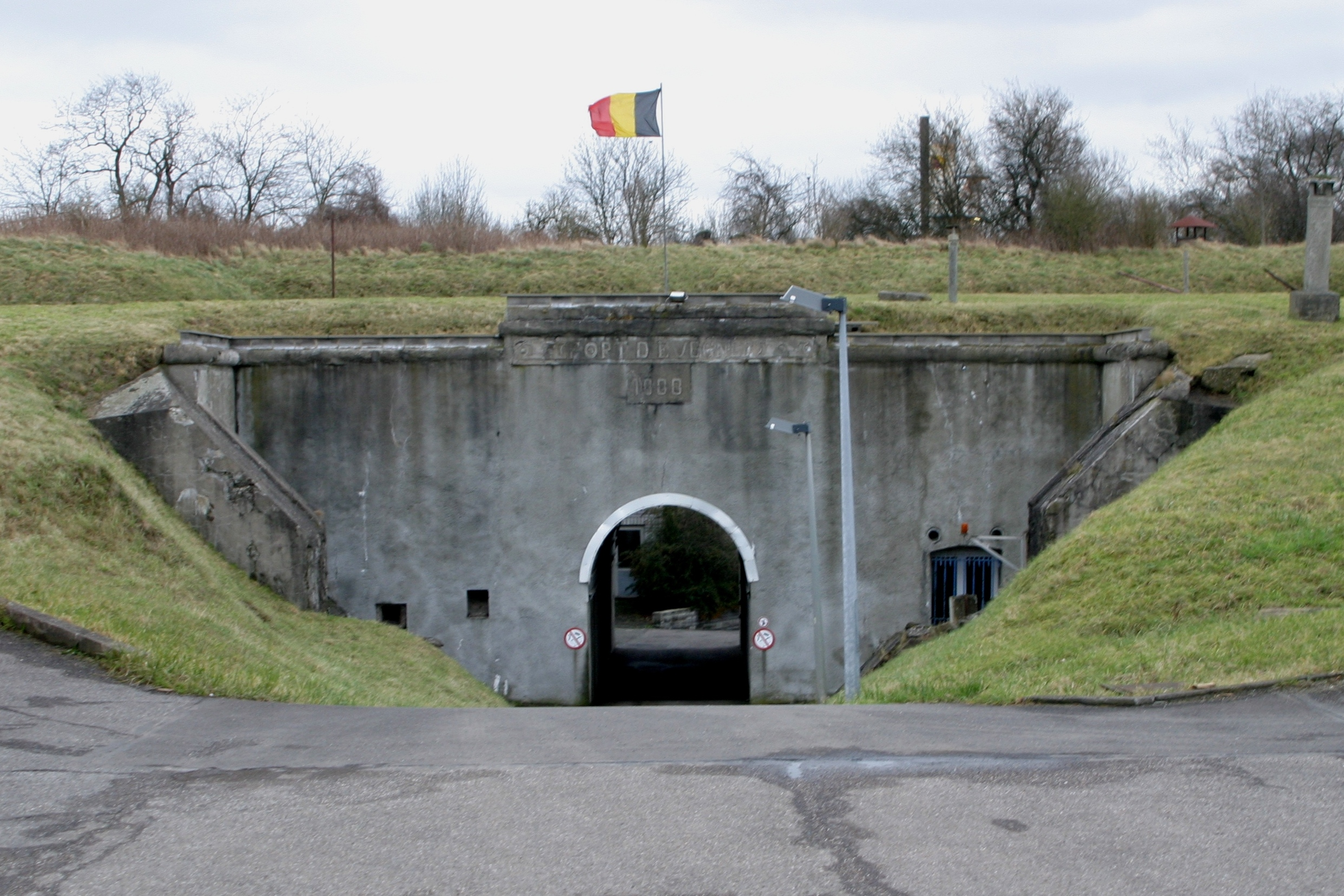
Entrée du Fort d'Évegnée près de Liège construit vers 1880 à la suite de la crise de 1870-1871

La guerre franco-prussienne rendit les Belges conscients de la situation précaire de leur pays en cas de conflit entre les deux puissances voisines. Dans les années suivant le conflit, l'armée fut modernisée. Le système du remplacement par lequel le citoyen riche tiré au sort pour effectuer le service militaire pouvait payer un jeune homme moins aisé pour le remplacer, est apparu contraire à l'intérêt général et militaire et à la justice sociale.
Le roi Léopold II est particulièrement désireux de faire abolir ce système et utilise son influence politique pour tenter de persuader les parlementaires de soutenir la réforme.
Les réformes, menées par d'Anethan, sous la pression du roi, divisent les politiciens belges. Les catholiques unis aux libéraux de Frère-Orban s'y opposent. Les deux principales factions politiques, les libéraux et les catholiques, sont unies pour maintenir le remplacement. Seul le Parti ouvrier belge est en faveur du service militaire pour tous. La réforme tombe à l'eau lorsque le gouvernement d'Anethan chute le 1er décembre 1871 à la suite d'un scandale .
Le major-général Guillaume, ministre de la Guerre et ancien aide de camp du roi, pousse le gouvernement à adopter la politique de service militaire personnel, mais il échoue à les convaincre et il démissionne du cabinet le 10 décembre 1871.
Le roi Léopold II souhaitait une réforme équitable et la suppression des remplacements.
Finalement le tirage au sort et le remplacement sont abolis. Le 14 décembre 1909, quelques jours avant sa mort, Léopold II voit ses efforts récompensés, et approuve le service militaire d' "un fils par famille", ce qui a notamment permis de compter 255.000 hommes sous les drapeaux au seuil de la Première guerre mondiale, pour un service de 15 mois pour l'infanterie, 24 mois pour la cavalerie et l'artillerie à cheval .
En 1909, le système institué menait à 8 ans de service militaire effectifs et 5 ans de réserve. Cela aurait dû faire gonfler la taille de l'armée belge à plus de 100 000 hommes entraînés. La construction d'une chaîne de forts le long des frontières belges fut intensifiée et mena à une série de fortifications très modernes incluant le "Réduit national" d'Anvers et les positions fortifiées de Liège et Namur. La plupart de ces forts sont de l'architecte militaire belge Henri Brialmont.